# Reidville (South Carolina)
Reidville is een plaats (town) in de Amerikaanse staat South Carolina, en valt bestuurlijk gezien onder Spartanburg County.

## Demografie
Bij de volkstelling in 2000 werd het aantal inwoners vastgesteld op 478.
In 2006 is het aantal inwoners door het United States Census Bureau geschat op 509, een stijging van 31 (6,5%).

## Geografie
Volgens het United States Census Bureau beslaat de plaats een oppervlakte van
3,5 km², geheel bestaande uit land. Reidville ligt op ongeveer 237 m boven zeeniveau.

## Plaatsen in de nabije omgeving
De onderstaande figuur toont nabijgelegen plaatsen in een straal van 16 km rond Reidville.